# Dzjarylhatskyj Nationalpark
Dzjarylhatskyj Nationalpark (ukrainsk: Джарилгацький національний природний парк) er en nationalpark i Ukraine, der dækker øen Dzjarylhatj og den tilstødende Karkinitska-bugt i den nordlige del af Sortehavet. Øen er berømt for rene sandstrande og mineralske kilder i de mange små søer. Dzjarylhatj er den største ø i Sortehavet. Dele af parken har været beskyttede naturreservater i næsten 100 år, da området er en miljøfølsom repræsentant for den nordlige Sortehavskysts naturhabitat. Administrativt ligger parken i Skadovsk rajon i Kherson oblast.

## Topografi
Øen Dzjarylhatj er en lang, smal tange af sand og sandbanker, der løber fra vest mod øst i bugten mellem Krim-halvøen mod syd og fastlandet mod nord. I tider med lavt vand kan sandbankerne forene sig med øen og skabe forbindelse med  fastlandet. Kystvandet er meget lavt, typisk mindre end 1 meter. Den karakteristiske salte jord på øen kaldes solonetz. Bugten er en del af et  Ramsar-vådområde af international betydning.

## Flora og fauna
Planterne på øen er specialiserede til miljøet og omfatter psammofytter (planter, der vokser i løst og flydende sand), halofytter (planter tilpasset saltholdige levesteder), rørskov i friske og saltholdige vådområder, den repræsentative flora af strandenge og kyststeppe og synantroper (vilde planter forbundet med nærhed til mennesker, i dette tilfælde træ- og buskplantager). Over 500 arter af karplanter i 72 familier er registreret i parkens terrestriske grænser.
Der er over 80 arter af hvirvelløse dyr i parken. Fordi området indeholder mange lavvandede kystflader med beskyttende krat, er det berømt for krebs, krabber og fisk. Selve bugten er kendt for muslinger og fisk. Vilde dyr omfatter hjorte, vildsvin og muflon (en type vilde får).

## Offentlig brug
Parkledelsen har uddannelsesprogrammer for børn og skolegrupper og økologiske ture. Parken skaber  afbalanceret rekreativ adgang til strande, med små gebyrer til beskyttelse af miljøfølsomme zoner. Området er vigtigt for vandfugle. Den sårbare rødhalset gås er endemisk i området.